# ウイチャパン (イダルゴ州)
ウイチャパン（Huichapan）
は、メキシコのイダルゴ州西部にある自治体。石灰石の採掘場がある。プエブロ・マヒコ選出。